# Scione fulva
Scione fulva är en tvåvingeart som beskrevs av Ricardo 1902. Scione fulva ingår i släktet Scione och familjen bromsar. Inga underarter finns listade i Catalogue of Life.